# Banvit BK
Der Bandırma Basketbol İhtisas Kulübü  ist ein professioneller türkischer Basketballklub aus Bandırma. Bandırma ist regelmäßiger Teilnehmer verschiedener europäischer Klubwettbewerbe.

## Geschichte
Bandırma BK wurde 1994 von den Arbeitnehmern der Banvit, eines Fleischunternehmens in Bandırma, gegründet. 2001 stieg der Verein in die zweite türkische Liga auf. Drei Jahre später gewann Banvit die zweite Division und stieg in die erste Liga auf. Das beste Ergebnis auf nationaler Ebene war das viermalige Erreichen des Halbfinales der türkischen Play-offs, davon die letzten drei Jahre (2010–2012) dreimal in Folge. Seit seiner ersten Saison 2005/06 in der EuroChallenge spielt Banvit regelmäßig in einem der drei größten europäischen Wettbewerbe mit. Hier war das beste Ergebnis das Erreichen der Runde der letzten 16 im Eurocup 2011/12.

### Saisonübersicht Europapokale
| Saison  | Wettbewerb             | Resultat                  |
| ------- | ---------------------- | ------------------------- |
| 2005/06 | FIBA EuroCup Challenge | Achtelfinale              |
| 2006/07 | FIBA EuroCup           | 3. Platz Gruppe C         |
| 2007/08 | FIBA EuroCup           | 4. Platz Gruppe B         |
| 2008/09 | EuroChallenge          | Qualifikation             |
| 2009/10 | EuroChallenge          | Top 16, 3. Platz Gruppe L |
| 2010/11 | Eurocup                | 3. Platz Gruppe A         |
| 2011/12 | Eurocup                | Top 16, 3. Platz Gruppe K |
| 2012/13 | Eurocup                |                           |

## Kader
| Spieler | Spieler                 | Spieler                 | Spieler    | Spieler | Spieler | Spieler        |
| Nr.     | Nat.                    | Name                    | Geburt     | Größe   | Info    | Letzter Verein |
| ------- | ----------------------- | ----------------------- | ---------- | ------- | ------- | -------------- |
|         |                         | Guards (PG, SG)         |            |         |         |                |
|         | Turkei                  | Hüseyin Göksenin Köksal | 08.01.1991 | 196     |         | Galatasaray    |
| 5       | Turkei                  | Serkan Erdoğan          | 30.08.1978 | 190     |         |                |
| 7       | Turkei                  | Şafak Edge              | 13.06.1992 | 185     |         |                |
| 9       | /                       | Sammy Mejia             | 07.02.1983 | 198     |         |                |
| 14      | Vereinigte Staaten      | Kalin Lucas             | 24.05.1989 | 185     |         |                |
| 22      | Turkei                  | Erolcan Çinko           | 15.08.1990 | 188     |         |                |
|         |                         | Forwards (SF, PF)       |            |         |         |                |
| 4       | Turkei                  | Erkan Veyseloğlu        | 13.03.1983 | 200     |         |                |
| 8       | Vereinigte Staaten      | Chuck Davis             | 18.04.1984 | 202     |         |                |
| 13      | Vereinigte Staaten      | Keith Simmons           | 24.02.1985 | 196     |         |                |
| 51      | Bosnien und Herzegowina | Kenan Bajramović        | 14.05.1981 | 206     |         |                |
|         |                         | Center (C)              |            |         |         |                |
| 11      | Turkei                  | Duşan Çantekin          | 21.06.1990 | 221     |         |                |
| 12      | Turkei                  | İzzet Türkyılmaz        | 20.05.1990 | 210     |         |                |
| 15      | Serbien                 | Vladimir Štimac         | 25.04.1987 | 208     |         |                |

| Trainer | Trainer       | Trainer  |
| Nat.    | Name          | Position |
| ------- | ------------- | -------- |
| Turkei  | Orhun Ene     | Chef     |
| Turkei  | Sedat Özyer   | Co       |
| Turkei  | Semih Soğuksu | Co       |

| Legende           | Legende   |
| Abk.              | Bedeutung |
| ----------------- | --------- |
|                   |           |
| Quellen           |           |
| Teamhomepage      |           |
| Ligahomepage      |           |
| Stand: 30.10.2012 |           |

| Legende           | Legende   |
| Abk.              | Bedeutung |
| ----------------- | --------- |
|                   |           |
| Quellen           |           |
| Teamhomepage      |           |
| Ligahomepage      |           |
| Stand: 30.10.2012 |           |

## Erfolge
- Türkischer Pokalsieger: 2017
- Türkisches Pokalfinale (2 ×): 2007, 2012
- Türkisches Play-off-Halbfinale (4 ×): 2006, 2010–2012